# 2022年居港陆人偷渡珠海事件
2022年2月，多名中国内地籍人士从香港经广东省珠海市偷渡入境中国内地，其中部分人事後確定感染2019冠状病毒病。2022年2月14日凌晨，15人於香港東涌碼頭乘搭「大飛」，后通过非法途径自珠海市斗门区入境。其后廣東省下發通知，要求各地市加強防控措施，通知指出有15人從香港經珠海市偷渡入境，该批偷渡团伙已追蹤到12人，共有4人确诊感染2019冠状病毒病，湖南郴州和广州各报告2例。另外，中山市大涌鎮也报告自香港入境内地後未接受隔離，后确认为无症状感染者的个案，疑似偷渡入境，入境时间为2月13日，与2月14日15人乘搭「大飛」的偷渡团伙并非同一批。2月17日，上海市报告1例境外輸入確診者。该病例2月13日从香港进入内地，后在珠海搭乘高铁进入上海。根据已公開的資料，偷渡者均為內地籍人士，无香港居民。
事后广东省已发出紧急通知，要求各市加强防控措施，多地还发出悬赏通知，对举报偷渡线索的民众予以奖励。而偷渡至湖南郴州及上海的人员因涉嫌妨害传染病防治等罪名，已被公安机关立案侦查。2月18日，广东警方公布已破获涉偷渡违法犯罪案件7起，抓获组织、运送偷渡人员的违法犯罪嫌疑人18名。

## 背景
2022年初，香港出现第五波疫情，病例急剧增长。为躲避急剧发展的疫情，不少香港民众选择入境内地避疫，无论是预约深圳地区指定酒店配额的“健康驿站房间线上预约系统”还是预定港珠澳大桥穿梭巴士车票均为爆满，往来深港两地的唯一入境口岸深圳湾口岸也被挤爆，更有未预约人士尝试“闯关”，深圳湾口岸也对“闯关”人士采取遣返。由於出入境名額極為有限（700人左右一天）
，有15人为避疫，由香港東涌碼頭偷渡至珠海。而自2019冠状病毒病疫情发生以来，从香港合法入境内地的方式主要通过深圳湾口岸、港珠澳大桥珠海口岸以及机场陆空口岸，且需接受14天集中隔离医学观察和7天居家健康监测。

## 经过

### 偷渡
2022年2月14日凌晨，15名内地居民由香港東涌碼頭集合，乘搭「大飛」偷渡，于当日早晨抵达珠海市斗门区。根据香港大公文汇网的报道，广东省当局已追踪到12人，涉及廣州、深圳、佛山、東莞、惠州，以及省外的湖南、福建。
早前在2月13日，另一批偷渡团伙也從香港偷渡至珠海，各有一人已在上海市、廣東省中山市確診。

### 偷渡客感染2019冠状病毒病
2月15日，湖南省郴州市报告2例香港返湘人员确诊病例。根据官方发布的确诊患者活动轨迹，两人2月14日从香港入境，早上5-6时左右到达广东省珠海市斗门区，之后再经珠海自驾入郴。湖南省郴州市疫情防控指揮部工作人員回應香港01記者查詢時，確認二人是湖南籍人士，非香港居民。同日晚，广州市政府新闻办召开的疫情防控新闻发布会上，广州市卫生健康委副主任陈斌表示，广州市新增2例外地来穗人员确诊病例，通报中只稱二人從「外市」入穗，並無透露二人從香港入境，以及偷渡事宜。直至2月16日发布的通告才首次公開二人從香港入境。流行病學調查顯示，两人於1月24日從陝西省西安市飛抵深圳市，28日在珠海市坐船出海，2月14日凌晨再在珠海市上岸，随后乘网约车来穗。二人曾經到过天河區太古匯购物中心，花都區希爾頓酒店，番禺長隆歡樂世界，南沙區丽枫酒店。广州市疾控中心副主任张周斌在2月17日召开的新闻发布会上表示，新增确诊病例接触到检出核酸阳性的时间不到2天时间，代际传播的速度很快；基因测序结果显示为奥密克戎亚变体BA.2毒株。
2月16日，中山市大涌鎮在重點人群排查中，發現一名韋姓人士感染2019冠状病毒病，但沒有出現症狀。流行病學調查顯示，該人13日晚從香港入境內地，14日下午從珠海市到達中山市大涌鎮，居住於長亨公寓，未接受隔離，疑似偷渡。當局正在排查相關密切接觸者。
2月18日，上海市衞健委通報17日發現的一名境外輸入確診者，该病例2月13日从香港进入内地，2月14日自珠海站乘坐G1302次列车抵沪，期间曾到过闵行区七宝镇。2月16日接广东省协查通报，立即对其进行隔离管控。截至2月18日8时，当局累计排查管控相关人员15280人，核酸检测结果均为阴性；采集环境样本551件，核酸检测结果均为阴性，相关环境均已落实终末消毒。

### 排查密切接触者
2月15日晚上8时，惠州市博羅縣接到報告稱，偷渡事件中2名同船人員位於博羅縣龍溪街道，屬於高危密接人員。其中一人曾在香港柴灣泉記飲食後廚工作。但经香港01记者发现，柴灣區並无名叫「泉記飲食」的食肆，但有三間分別位於漁灣街市一樓熟食中心的「泉記（金喜來）海鮮飯店，以及金源洋樓地下「泉記快餐店」及「泉記粥粉麵店」，「泉記粥粉麵店」的负责人表示柴灣3間泉記均是他經營，但他表示没有聘請過有關人士任職長工。
2月16日，广州市新增1例境外输入关联本土确诊病例，该病例作为2月15日境外输入确诊病例的密切接触者，曾与密切接触者到过华成路岚山日料店、希尔顿欢朋酒店和长隆欢乐世界。
2月17日，嘉兴市疾病预防控制中心收到珠海市协查信息，称一名境外输入确诊病例的同车厢密切接触者居住于嘉兴。
2月20日，上海市新增本土无症状感染者2例，均係2月17日报告的境外输入性确诊病例8的密切接触者。

## 反应

### 排查偷渡者及处置违法犯罪
2月15日，深圳市羅湖區政府透過「政務短訊平台」通知市民，指「目前從香港偷渡到深圳的人員很多，邊檢公安只抓到部份，依然有漏網之魚」。
2月16日，廣東省发布緊急通知，要求各市加強防控措施，並通報有15人从香港偷渡入境珠海，已追蹤到12人，涉及廣州、深圳、佛山、東莞、惠州，以及省外的湖南、福建。同日，郴州市公安局北湖分局通报，两名确诊患者系通过非法途径从香港入境珠海市斗门区，尔后利用提前准备的车辆和手机经高速公路进入郴州。公安机关已对两名确诊患者涉嫌妨害传染病防治罪等罪名立案侦查。而廣東海事局發布航行警告，于2月17日上午9时至下午2时，在珠江口、万山群岛以南海域舉行實彈射擊訓練，媒体认为此次训练是打擊偷渡行为。
2月18日，上海市政府新闻办上海發布微信公众号回應网民提问时表示，偷渡入境内地后在上海确诊2019冠状病毒病的人士因涉嫌妨害傳染病防治罪已被公安機關立案偵查，將依法追究其刑事責任，對其非法越境的行為，將一併予以查處。同日，广东警方公布已破获涉偷渡违法犯罪案件7起，抓获组织、运送偷渡人员的违法犯罪嫌疑人18名。
为了打击偷渡行为，守好“外防输入”防线，广东、湖南、福建多地发布“偷渡线索举报奖励的通告”。各地奖励程度各不相同，每条线索奖励金额在5千元到50万元不等。2月15日，珠海高新區防控指揮辦反走私反偷渡工作專班成功拘捕一批非法入境人員，向举报人發放10萬元獎勵金，這是珠海高新區發布悬赏公告後發放的首筆獎金。
3月28日，深圳市罗湖区人民检察院以涉嫌组织他人偷越国（边）境罪，依法对犯罪嫌疑人陈某（男，36岁）批准逮捕。经查，2月10日，陈某从深圳穿越边境铁丝网抵达香港打鼓岭，其与4名偷渡人员接头后，带领4人翻越边境铁丝网抵达深圳，后陈某等人被民警和边防武警查获。经查，4名偷渡人员均系非法进入香港打黑工的人员，因香港疫情严重便结伙偷渡，其中2名偷渡人员核酸检测呈阳性。

### 涉疫人员及场所排查和紧急处置

#### 郴州市
2月15日，郴州市教育局發布延遲開學的通知，北湖區、蘇仙區及市直各學校、幼兒園2022年春季學期延期開學，暫定於2月20日報到，2月21日正式上課。其他縣市開學時間由當地教育行政部門商屬地疫情防控指揮部，根據疫情防控情況決定是否延期。因延期所耽誤的課程，可以在周末補齊。同日，北湖區发布通知，要求全區暫停公眾聚集性活動，電影院、棋牌室、網吧、KTV、遊戲廳、酒吧、健身場、密室所等密閉場所暫停開放。17日，北湖區相關區域劃定為封控區、管控區和防範區，實行逐級防控。

#### 广州市
因两名香港输入确诊病例曾經到訪过長隆歡樂世界和太古匯，廣州長隆旅遊度假區發布通知，称廣州長隆歡樂世界于2月15日暫停營業；廣州太古匯物業管理方亦於同日表示，對太古匯商場採取「暫時封閉，不進不出」的臨時管控措施，商場內的顧客及工作人員完成核酸採樣登記後可離開。广州市疾控中心發布緊急通告称，要求曾於風險時間段到過相關重點區域和場所的人員立即向所在社區（村）聯繫報備，並就近進行核酸檢測。截至2月15日18時，广州市共追蹤两名香港输入确诊病例的密切接觸者190人、次密接者56人，累計排查重點人員86人；核酸檢測結果均為陰性，並全部納入管理。2月16日，广州长隆欢乐世界、广州太古汇及广州市中西医结合医院发出公告，宣布恢复正常营业。截至2月17日12时，涉及本轮疫情的天河、花都、番禺、南沙重点区域共完成核酸采样112153人，结果均为阴性。

#### 中山市
2月16日，大涌镇长亨公寓划为封控区，大业公寓、康顺公寓、集诚工业楼划为管控区，大业西路以东、中新路以南、大业东路以西、锦兴大楼以北之间的区域划为防范区。同日19时起，对进出大涌镇的所有道路实施全面管控，人员原则上只进不出，如因就医、特定公务等确需出入的，须持有24小时内核酸检测阴性证明，经大涌镇新冠肺炎情防控指挥部同意后持通行证出入。大涌镇暂停聚集性活动，网吧、电影院、健身场所、酒吧、足浴店、棋牌室等密闭通风不良场所暂停营业，餐饮场所取消堂食。全镇中小学、幼儿园、托幼机构及线下培训机构全部停课。截至2月19日，大涌镇完成第三轮全员核酸检测，检测结果均为阴性。

#### 珠海市
2月18日，珠海市疾控中心发布提醒，要求在2月14日10时30分至12时17分在珠海站候车厅候车的人员进行一次核酸检测，并自我健康监测14天。

#### 上海市
因确诊病例曾到过七宝地区，2月17日，闵行区七宝镇启动应急封控预案，七宝万科商场出入口全部关闭，商场被临时封控，期间人员不能离开商场。封控期间，部分商户为滞留员工、顾客提供免费餐饮和寝具。而近100名医护人员进驻商场，对3000多人进行核酸采样。2月20日，七宝万科商场解除封控恢复营业，解封后所有人员还需继续接受12天社区健康管理并进行两次核酸检测。